# Kerekeh
Kerekeh is een bestuurslaag in het regentschap Sumbawa van de provincie West-Nusa Tenggara, Indonesië. Kerekeh telt 1888 inwoners (volkstelling 2010).